# 増沢由貴子
増沢 由貴子（ますざわ ゆきこ、旧姓 牧原〈まきはら〉、1978年2月3日 - ）は日本中央競馬会（JRA）所属の調教助手、元騎手。東京都生まれ。戸籍上の正式な表記は増澤 由貴子である。

## 略歴
1996年、細江純子・田村真来とともにJRA初の女性騎手としてデビューした。いわゆる「競馬学校花の12期生」の一人で、競馬学校の同期には福永祐一や和田竜二などがいる。競馬学校卒業時にはもっとも優秀な卒業生としてアイルランド大使特別賞を獲得するなど、騎乗技術は高かった。女性らしく馬へのあたりがいいとも言われている。
初騎乗は1996年3月2日、中山競馬第1競走のダイワアサヒで、16頭立ての4着だった。初勝利は同年3月17日、中山競馬第5競走でアラビアンナイトに騎乗してのものであった。9月には時事通信杯クイーンステークスで重賞初騎乗を果たす（ナスケンエース・13着）。デビュー年は9勝を挙げ、民放競馬記者クラブ賞の特別賞を受賞した。
翌1997年も11勝を挙げ、JRAのCMで本木雅弘、鶴田真由と共演するなど存在感を見せた。このCMでは騎手としての目標を聞かれ「GIレースに勝つこと」と返答した。
しかし1998年末のレース中に落馬事故に巻き込まれ負傷、加療休養に入る。2000年3月1日付で増沢厩舎所属からフリーとなった後、7月に1年7ヵ月ぶりに復帰する。だが、若手騎手としての減量特典がなくなって以降、騎乗数は大幅に減少する。2003年には再び増沢厩舎所属となり、厩舎所属馬を中心に騎乗することが多くなった。現役の騎手ではあるものの、どちらかと言うと追い切りや馬の世話など調教助手的な役割が多くなった。
2006年2月14日に増沢末夫の長男で調教助手の増沢真樹と結婚（末夫とは義理の父の関係となる）。この年は年始から1回も騎乗していないことから、結婚を機に一線を退くものと思われたが、しばらくは現役を続行すると宣言。同年3月1日から登録名が増沢由貴子に変更となった。
2007年11月3日にこの年のJRA初騎乗を迎え、2鞍に騎乗したがそれぞれ6、15着だった。11月22日の浦和競馬第5競走C3選抜でひさびさの勝利を挙げ、さらに11月24日にはふたたび中央競馬で騎乗、勝利には届かなかったがクビ差の2着と健闘した。
2008年、増沢末夫厩舎の定年解散にともない3月1日付でフリーとなった。夫は同日で新規開業した鹿戸雄一厩舎へ移籍したが、自身は騎乗機会を増やすためということでフリーとなった。所属ではないが、鹿戸厩舎の調教の手伝いはしていた。
2008年11月18日、金沢競馬場で行われたレディースジョッキーズシリーズ2008開幕戦の金沢ラウンド第1戦の「加賀友禅賞」で約1年ぶりの勝利。最終ラウンドの荒尾競馬場の第6戦の「オッズ・パーク賞」で2勝目をあげ、73ポイント獲得しわずか1ポイント差の2位で終えた。
2012年3月1日付けでフリーから菊沢隆徳厩舎所属に変更となった。
2013年9月30日付けで騎手を引退。引退後は菊沢隆徳厩舎の調教助手となる。これにより一時は最大で6人いたJRA所属の女性騎手はいなくなった。JRA通算勝利数は34勝。これは、2018年8月に藤田菜七子騎手が塗り替えるまで、女性騎手としてJRA最多勝記録であった。JRA・地方通算勝利数は39勝。中央競馬での最終勝利は2004年6月20日の福島競馬第7競走・ダイワメンフィスで挙げたものが最後となり、以来引退まで9年近く中央競馬での勝利がなかった。

## 騎乗成績
| 年度   | 1着 | 2着 | 3着 | 騎乗数 | 勝率 | 連対率 | 複勝率 |
| ------ | --- | --- | --- | ------ | ---- | ------ | ------ |
| 1996年 | 9   | 12  | 8   | 146    | .062 | .144   | .199   |
| 1997年 | 11  | 7   | 11  | 177    | .062 | .102   | .164   |
| 1998年 | 3   | 6   | 7   | 144    | .021 | .063   | .111   |
| 1999年 | 0   | 0   | 0   | 0      | .000 | .000   | .000   |
| 2000年 | 0   | 2   | 1   | 51     | .000 | .039   | .059   |
| 2001年 | 4   | 2   | 2   | 89     | .045 | .067   | .090   |
| 2002年 | 3   | 3   | 2   | 84     | .036 | .071   | .095   |
| 2003年 | 2   | 0   | 4   | 66     | .030 | .030   | .091   |
| 2004年 | 2   | 1   | 4   | 36     | .056 | .083   | .194   |
| 2005年 | 0   | 0   | 0   | 29     | .000 | .000   | .000   |
| 2006年 | 0   | 0   | 0   | 9      | .000 | .000   | .000   |
| 2007年 | 0   | 1   | 0   | 10     | .000 | .100   | .100   |
| 2008年 | 0   | 0   | 1   | 19     | .000 | .000   | .053   |
| 2009年 | 0   | 0   | 0   | 10     | .000 | .000   | .000   |
| 2010年 | 0   | 0   | 0   | 8      | .000 | .000   | .000   |
| 2011年 | 0   | 0   | 0   | 1      | .000 | .000   | .000   |
| 2012年 | 0   | 0   | 0   | 8      | .000 | .000   | .000   |
| 2013年 | 0   | 0   | 0   | 4      | .000 | .000   | .000   |
| 中央   | 34  | 34  | 40  | 891    | .038 | .076   | .121   |

（netkeiba.comより）

## 主な騎乗馬
- ダイワテキサス - 中央重賞5勝。牧原の騎乗による勝利はなかったが、調教での騎乗を担当していたことから、引退式で騎乗した[14]。
- レイズスズラン - ダート交流重賞3勝。牧原の騎乗では500万下条件で1勝を挙げ、1600万下条件でも2度の2着があった。七夕賞（16着）でも騎乗した。
- チゴイネルワイゼン - 中央5勝。牧原の騎乗で1000万下条件2連勝、オーロカップ（オープン）2着、安達太良ステークス（1600万下）3着、関越ステークス（オープン）4着と、オープンクラスの優勝まであと一歩と迫ったコンビであったが、乗り替わり後にレース中の故障で安楽死処分となる。